# Feyzabad (distrikt i Jowzjan)
Feyzabad är ett distrikt i Afghanistan. Det ligger i provinsen Jowzjan, i den norra delen av landet, 300 kilometer nordväst om huvudstaden Kabul. Administrativt centrum är byn Feyzabad.
Distriktet beräknades år 2022 ha cirka 49 000 invånare.